# 狐狸與葡萄

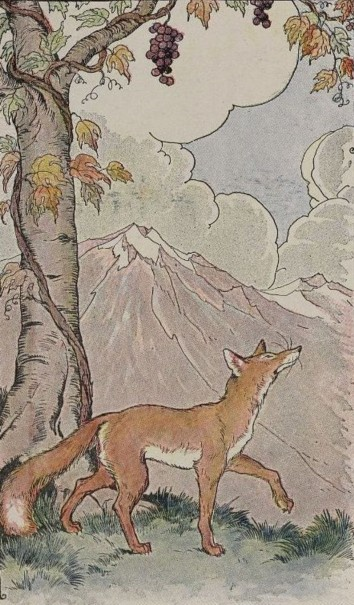
吃不到的葡萄是酸的，一本1919年出版的伊索寓言中的一張插圖，Milo Winter繪）

狐狸與葡萄（The Fox and the Grapes）是伊索寓言中的一則寓言。慣用語「酸葡萄心理」即源自此寓言。

## 內容
一隻狐狸試圖去把長在樹上的葡萄藤上的一串葡萄拿下來，但試了多遍都不成功，於是就離開，並怨恨地說：「那一串葡萄是酸的！一點也不好吃！我才不希望吃到呢！」
但原來的版本所用的語調是用作自我安慰，對想達到自己預期但又做不到的合理化解釋，當狐狸知道牠怎樣跳都是徒勞時，牠認為就算吃到這串葡萄，葡萄可能也是酸的。整個故事其實並非是指「輸不起」又或者是「嫉妒」，與現代理解的「葡萄心理」沒有關係。

## 寓意
當一個人得不到自己想要的東西時，就會把那樣東西看得一文不值，以解心中的嫉妒。

## 成语
在英語中，成語“酸葡萄”就來自這個寓言。它是指：想要得到一样东西但得不到，就否认它的价值。